# Морено, Анибаль
Анибаль Исмаэль Морено (исп. Aníbal Ismael Moreno; род. 13 мая 1999, Сан-Фернандо-дель-Валье-де-Катамарка) — аргентинский футболист, полузащитник клуба «Расинг» (Авельянеда).

## Клубная карьера
Морено — воспитанник клуба «Ньюэллс Олд Бойз». 26 февраля 2019 года в матче против «Сан-Мартин Сан-Хуан» он дебютировал в аргентинской Примере. 4 февраля 2020 года в поединке против «Сан-Лоренсо» Анибаль забил свой первый гол за «Ньюэллс Олд Бойз». В начале 2021 года Морено перешёл в «Расинг». Сумма трансфера составила 1,7 млн. евро. 28 февраля в матче против «Эстудиантеса» он дебютировал за новую команду. 4 октября в поединке против «Эстудиантеса» Анибаль забил свой первый гол за «Расинг». 

## Международная карьера
В 2019 года в составе молодёжной сборной Аргентины Морено принял участие в молодёжном чемпионате Южной Америки в Чили. На турнире он сыграл в матчах против Парагвая, Перу, Венесуэлы, Колумбии, Бразилии, Эквадора и дважды Уругвая. В поединке против уругвайцев Анибаль забил гол.
В том же году Морено принял участие в молодёжном чемпионате мира в Польше. На турнире он сыграл в матчах против команд Португалии, Южной Кореи и Мали.
В 2019 году Морено в составе олимпийской сборной Аргентины стал победителем Панамериканских игр в Перу. На турнире он сыграл в матчах против команд Мексики, Панамы, Уругвая и Гондураса.

## Достижения
Международные
Аргентина (до 23)
- Победитель Панамериканских игр — 2019